# Четворица у џипу
Четворица у џипу је швајцарски драмски филм из 1951. године у режији Леополда Линтберга и Елизабет Монтагу.

## Улоге
| Глумац          | Улога                         |
| --------------- | ----------------------------- |
| Ралф Микер      | Вилијам Лонг                  |
| Вивека Линдфорс | Франциска Идингер             |
| Јоси Јадин      | Васили Ворошенко, Јосеф Јодин |
| Мајкл Медвин    | Хари Стјуарт                  |
| Албер Динан     | Марсел Пастуре                |
| Полет Дибо      | Џермејн Пастуре               |
| Хари Хес        | Р. Хамон                      |
| Едуард Лојбнер  | Управник стана                |
| Ханс Пуц        | Карл Идингер                  |
| Џералдина Кат   | Штефи                         |

## Награде
Филм Четворица у џипу је добитник награде Златни медвед на првом Берлинском филмском фестивалу и награде Уједињених нација за најбољи филм који оличава један или више принципа Повеље Уједињених нација. Номинован је за награду Златна палма на Канском филмском фестивалу 1951. године.